# Horatio Walter Lonsdale
Horatio Walter Lonsdale (Messico, 1844 – 1919) è stato uno scultore e pittore britannico.

## Biografia
Horatio Walter Lonsdale nacque in Messico, da genitori britannici. Si trasferì in Inghilterra nel 1851.
A partire dalla fine degli anni '60 dell'Ottocento, stabilì un duraturo e proficuo rapporto lavorativo con l'architetto William Burges, entrando nel suo studio e lavorando insieme a lui alle sue più importanti commissioni.
Tra gli edifici più significativi, alla cui ristrutturazione, di vari livelli, o costruzione contribuì con il proprio lavoro, sono inclusi la Cattedrale di San Finbar, Castell Coch, il Castello di Cardiff e diverse chiese costruite da Burges nello Yorkshire.
Tra gli ambiti in cui collaborò più strettamente con l'architetto Burges, spicca in particolar modo la lavorazione delle vetrate colorate.